# Parroy
Parroy é uma comuna francesa na região administrativa de Grande Leste, no departamento de Meurthe-et-Moselle. Estende-se por uma área de 17,65 km². Em 2010 a comuna tinha 167 habitantes (densidade: 9,5 hab./km²).